# Viaje a lo inesperado (ciclo de TV)
Viaje a lo inesperado fue un ciclo televisivo argentino de películas de terror con periodicidad semanal dedicado al género de terror, suspenso y cine fantástico. Se emitió los días sábados a las 22:00 h. por Canal 13, de Buenos Aires y fue retransmitida por Canal 12 de Córdoba y Canal 10 de Tucumán. El ciclo de cine tuvo, en sus inicios a dos presentadores, precursores del género terror en Argentina: Narciso Ibáñez Menta (desde su primera emisión hasta 1980) y Nathan Pinzón (desde 1981 a 1982)A partir de 1983 el ciclo ya no tuvo presentadores.
El ciclo televisivo debutó en la pantalla chica de canal 13 el 3 de noviembre de 1979 y se extendió sin interrupciones hasta septiembre de 1983, para luego tener apariciones esporádicas en los años 1984, 1985 y 1992. Sin embargo debido al gran suceso, el ciclo continuó hasta 1997, por Canal 12, señal televisiva del interior del país perteneciente a Telecor, quienes la transmitían para toda la provincia de Córdoba, retransmitiéndola a sus repetidoras canal 2 Deán Funes, canal 5 Valle de Punilla, canal 6 Cumbres de Achala - canal 7 Merlo, provincia de San Luis, canal 8 Minas Capillitas, Andalgalá y canal 11 Sierras de Ancasti, provincia de Catamarca. Esto le permitían llegar hasta La Rioja, San Luis y Catamarca, por lo cual el ciclo televisivo tenía una gran llegada a una buena parte del país.Canal 10 de Tucumán también retransmitió el ciclo. 
El ciclo culminó en la señal de Canal 12 de Córdoba el 1 de febrero de 1997 con la proyección de Freddy's Dead: The Final Nightmare.

## Historia

#### Inicios. Con Narciso Ibáñez Menta como presentador: 1979-1980
Viaje a lo Inesperado fue un ciclo de TV de relevancia para el género de terror y suspenso, dentro de la historia de la TV argentina. Su llegada a la pantalla chica fue consecuencia de una situación fortuita que involucró al actor español Narciso Ibáñez Menta. Canal 13 estrenó Mañana puedo morir el 1 de octubre de 1979. Se lo presentó como el gran regreso de Narciso a la pantalla argentina. Fue interrumpida tras la emisión del quinto episodio el 27 de octubre. Y aunque la serie fue interrumpida, había un contrato vigente con el canal que ligaba al actor hasta 1980. Por ello se ideó que el actor presentará unitarios, capítulos de series y películas de terror. Es por ello que primeramente las grillas televisivas en los periódicos lo titulan como "Narciso Ibáñez Menta presenta Viaje a lo Inesperado" o "Narciso Ibáñez Menta" a secas.

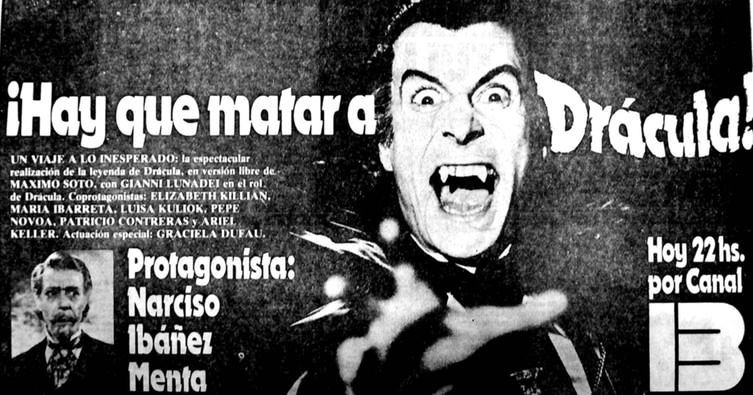
Narciso Ibáñez Menta y Gianni Lunadei

El ciclo se inició el 3 de noviembre de 1979 con el capítulo Manada maligna de la serie de 1977 del canal NBC Quinn Martin's Tales of the Unexpected (Cuentos de Quinn Martin de lo inesperado). Es justamente de esta serie donde el ciclo toma parcialmente el nombre. Y prosiguió en forma desordenada con los capítulos restantes de esta serie (que tenía 8 en total), entre noviembre y diciembre. Entre medio de esos capítulos y como parte del ciclo se estrenó el 15 de diciembre de 1979, el telefilm Hay que matar a Drácula dirigido por Alberto Rinaldi y con los protagónicos de Narciso Ibáñez Menta como el profesor Van Helsing y Gianni Lunadei como el conde Drácula.
El ciclo, durante 1980, intercalo films de la productora Hammer Films Productions como de American International Pictures, con rarezas de clase B. De ese año se destacaron The Strange Case of Dr. Jekyll and Mr. Hyde con Jack Palance, El retrato de Dorian Gray con Shane Briant, The Spell con Lee Grant y Alguien me quiere matar con Anthony Perkins.

#### Con Nathan Pinzón como presentador: 1981-1982
En 1981, Con la partida de Narciso Ibáñez Menta de regreso a España el actor Nathan Pinzón se convierte en el presentador del ciclo hasta el año 1982. Una elección adecuada, teniendo en cuenta su larga trayectoria. Durante estos dos años el ciclo sigue ofreciendo películas y telefilms de diversos orígenes.  Se destacaron los films The turn of the screw, film dirigido por Dan Curtis, Dead of night también de Dan Curtis, The cloning of Clifford Swimmer de Lela Swift, todos films transmitidos en 1981. Del año 1982 se destacan las proyecciones de The horror of Frankenstein de la Hammer, The Night Stalker la gran producción de ABC que nos traía al reportero Kolchak, la película de culto La noche del espantapájaros y Conspiración del terror de John Llewellyn Moxey.

#### Sin presentadores: 1983-1990
A partir del año 1983 el ciclo de TV transmitió films de terror sin ninguna conducción o presentador. Y como segunda particularidad empezaría a ser inconstante según lo muestran las grillas televisivas de la época. Los sábados de febrero estuvo atravesado por las intervenciones del torneo local de fútbol Copa de Oro. El 10 de septiembre con la transmisión del capítulo Temor a dios (Fear of god) de la serie británica Armchair Thriller finaliza la temporada del año 1983.Mientras la señal cordobesa Canal 12 decidió continuar con el ciclo. 
En el año 1984 canal 13 repuso entre enero y abril el ciclo variando entre capítulos la serie de abc The Sixth Sense de 1972 y y capítulos  de la serie Hammer House of Horror de 1980. Esa programación coincide con la transmitida por canal 12 que continúa durante el resto del año. De este año se destacan las transmisiones de los films El palacio de los espíritus con Vincent Price y Las dos caras del Dr. Jekyll, con Christhopher Lee.
En 1985 mientras canal 13 apostaba con la producción propia Momento de incertidumbre, para el género de terror los sábados a las 22 horas, canal 12 continuó con su transmisión. Canal 13 volvió a retomar la transmisión del ciclo luego de cancelar la serie. Pero lo hizo por un periodo breve. Entre julio y agosto de ese año transmitió 7 films, entre ellos Horror a 37000 pies de altura, con William Shatner.Luego de ello, Mientras canal 12 continuó con sus transmisiones, canal 13 dejó el ciclo, hasta 1992.    

#### Los 90s: 1991-1997
En el verano de 1992 canal 13 refloto el ciclo que había abandonado en 1985. Y solamente lo hizo en la temporada estival. Entre el 24/01/1992 y el 29/02/1992 transmitió 9 films con una grilla muy competitiva de donde se destacaron los films Halloween (04/01/1992), Hellraiser (11/01/1992), Prom night (01/2/1992), Creepshow 2 (22/02/1992) y Martes 13 parte 2 (29/02/1992).Posterior a ello, canal 13 no volvió a emitir el ciclo que el propio canal había creado el 3 de noviembre de 1979.   
Canal 12 de Córdoba, por su parte, quien se había despegado de la decisión del canal bonaerense que la interrumpió por primera vez en septiembre de 1983, continuó con el ciclo, durante el resto de la década del 80 e igualmente en los 90s. El ciclo habría de permanecer en la señal cordobesa hasta el 1 de febrero de 1997 con la proyección de Freddy's Dead: The Final Nightmare,siendo reemplazada por el ciclo "cine colosal".    

## Legado cultural
El ciclo ha sido una referencia no solo para posteriores ciclos en las señales de TV de aire y de cable en Argentina. Hay diversos ciclos culturales, actores, cineastas y personajes conocidos del medio que la han citado como referencia o han tomado su nombre a modo de homenaje. 
Desde el año 2015, todos los años se lleva a cabo en Córdoba el ciclo de cine Terror Córdoba, un festival de cine terror. Durante una entrevista realizada por el medio La Tinta, uno de sus organizadores, Mauricio Matamoros comentó que Viaje a lo Inesperado era una de las grandes influencias de este festival.
En el año 2018 Radio Cantilo y Sybila producciones produjeron un ciclo de cine llamado Viaje a lo Inesperado en el cine Eco Select del centro cultural Islas Malvinas de La Plata en donde se transmitieron films y cortometrajes de terror.
Andy Muschietti el cineasta argentino, junto a su hermana, Bárbara Muschietti, productora y guionista argentina, conocidos por sus films It (2017)  y It: capítulo II (2019) respondieron durante una entrevista realizada por la Revista Gente,  que fue publicada por Infobae, que lo que les daba miedo de niños era Viaje a lo Inesperado, el ciclo que conducían Narciso Ibáñez Menta y Nathan Pinzón.
Actualmente existe un blog especializado en películas de terror, suspenso y cine fantástico que se llama Viaje a lo inesperado y que recoge muchas de las películas de la grilla original de aquel ciclo televisivo.